# Hoplia lindiana
Hoplia lindiana är en skalbaggsart som beskrevs av Moser 1918. Hoplia lindiana ingår i släktet Hoplia och familjen Melolonthidae. Inga underarter finns listade i Catalogue of Life.